# シックス・シグマ
シックス・シグマ（Six Sigma, Lean Six Sigma）とは、1980年代に米モトローラが開発した品質マネジメント手法、または経営手法である。
その適用範囲は、主に製造業が中心であるが、製造業の製造部門に留まらず、営業部門、企画部門などの間接部門への適用、更にはサービス業などの非製造業への適用も多い。統計分析手法、品質管理手法を体系的に用いて製品製造工程などの各種プロセスの分析を行い、原因の特定やそれへの対策を行って、不良率の引き下げや顧客満足度の向上などをしていく。

## 概要と歴史
シックス・シグマの語源となっているのは、統計学における標準偏差を意味するσである。ある品質特性値が（平均値、標準偏差σ）の正規分布に従う製品不良の発生状態において、「100万回の作業を実施しても不良品の発生率を3.4回に抑える」ことへのスローガンとしてシックス・シグマという言葉が使われ、定着していった。
モトローラのシックスシグマ開発に当たっては、日本の製造業で活発に行われているQCサークル活動を参考にしたとされる。ボトムアップ型かつ暗黙知が支配的な日本のQCサークル活動を、トップダウンで行う手法として、また統計学的な手法を取り入れた定量的評価を中心とした手法として開発された。モトローラで考案されたシックス・シグマは、GEが経営全体のプロセス改革に適用して発展させていった。1990年代後半になって日本にも紹介され、1999年に東芝はGEの手法に習い、さらに独自の改良を加えて全社的な適用を行っているほか、ソニーでも導入されている。

## 統計学の6σとの差異
シックス・シグマで主張する確率（3.4/1,000,000）は、正規分布で6σを超える確率とは異なる数値である。正規分布に従う製品不良の発生状態において、顧客仕様限界の幅を±6σとした場合、それから外れる確率は10億分の2、すなわち0.002ppmである。シックス・シグマにおける値は3.4ppmであり、両者には大きな差がある。
6σの由来を示す。式を簡単にするために分布の上方だけを考えると、工程能力指数の一つである Cpk と顧客仕様限界 USL との関係は、
{\displaystyle {\hat {C}}_{pk}={USL-{\hat {\mu }} \over 3{\hat {\sigma }}}}
である。{\displaystyle {\hat {C}}_{pk}=1.5} とし、平均値のゆらぎを {\displaystyle w=1.5{\hat {\sigma }}} とすると、USL と平均値のゆらぎの中心との隔たりは、
{\displaystyle (USL-{\hat {\mu }})+w}
{\displaystyle =3{\hat {\sigma }}\times {\hat {C}}_{pk}+1.5{\hat {\sigma }}}
{\displaystyle =3{\hat {\sigma }}\times 1.5+1.5{\hat {\sigma }}=6{\hat {\sigma }}}
にする必要がある。
シックス･シグマにおける象徴的目標は、サンプリングされた各データの平均値の（時間の経過に伴って起こる）ゆらぎを勘案してもなお、Cpk を1.5にしようというものである。Cpk = 1.5 は、シグマ・レベルでの4.5σに等しい（3σ×1.5＝4.5σ）。このとき、顧客仕様限界から外れる確率が、片側で3.4ppmである。これを達成するには、平均値のゆらぎを勘案しない短期的なデータから計算される Cpk が2.0、つまりシグマ・レベルが6σである必要がある。これは、平均値のゆらぎが一般的に1.5σであるという定説に基づく（4.5σ＋1.5σ＝6σ）。
Cpk やシグマ・レベルで表される工程能力は、顧客仕様限界に対する、品質特性データのばらつきの裕度である。
顧客仕様限界と管理限界とが混同されることが多い。一般的に品質管理で使われる管理図は、±3σを管理限界としている。この管理限界は、プロセスのアウトプットから採取される品質特性データから計算されるものであり、プロセスの異常を検知する目的で使用される。

## ばらつきの抑制
シックス・シグマの活動のポイントは、ばらつきの抑制に主眼がおかれている。ばらつきが発生しているプロセスに着眼し、そのプロセスの平均値向上を試みるよりも、ばらつきを抑えることに力点を置いてコントロールしていく。平均値が向上しても、品質のばらつきが大きく品質不具合が発生してしまっては、品質不良が原因で発生する損失COPQ（Cost Of Poor Quality）を減らすことができない。品質のばらつきを小さく抑えることによって後工程における不具合を減らし、COPQを低く抑える。

## ブラックベルト（BLACK BELT）
シックス・シグマの実際の活動は、ブラックベルトという資格を有する人物が中心となって行う。このブラックベルトは、柔道の黒帯が語源となっている。ブラックベルトは、専門の教育機関によって認定される。

リーン・シックスシグマ組織構造

ブラックベルトは、シックス・シグマを遂行するにあたり中心となって推進する人物に授与される。ブラックベルトを補佐する資格として、グリーンベルトがある。

## MAIC
MAICとは、シックス・シグマにおける行動プロセスである。QCサークル活動などおけるPDCAサイクルを発展させたものであるが、大きな特徴はM（Measurement）、A（Analysis）という現状分析に、より大きな主眼をおいていることである。
MAICの意味は次のとおりである。下記プロセスを持続的に繰り返す。
1. Measurement：測定
2. Analysis：分析
3. Improvement：改善
4. Control：改善定着の管理

## 方法論/Methodologies

### DMAIC手法

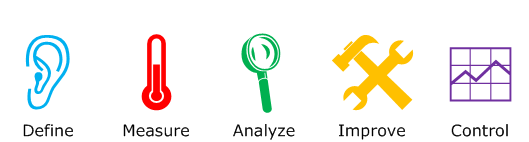
DMAICの5つのステップ

Define（定義）、Measure（測定）、Analyze（分析）、Improve（改善）、Control（管理）のステップからなる経営変革手法であり、VOC（Voice of Customer、顧客の声）を基にして事業活動を分析し、データドリブンでプロセスの改善を進める。東芝は、シックスシグマ手法の提唱者であるマイケル・ハリー博士が創設したSix Sigma Academyから正規ライセンスを受けている。

### DFACE手法
Design for Six Sigma手法の東芝版。米国スタンフォード大学と共同で開発した東芝独自の手法である。VOCを基にして、商品企画と製品開発プロセスを革新するもの。Define（定義）、Focus（現状認識）、Analyze（分析、目標設定）、Create（設計、最適化、検証）、Evaluate（確認、評価）のステップからなる。

### DFSS/DMADV手法

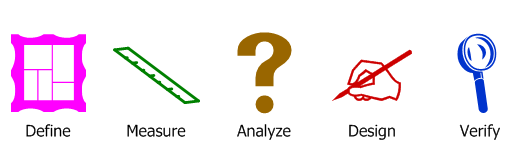
DMADVの5つのステップ

DFSS（"Design For Six Sigma"）とも呼ばれ、
- Define：定義
- Measure：測定してCTQ（Critical To Quality）を特定する（Identify）。
- Analyze：分析
- Design：設計
- Verify：検証

### 品質管理ツール・メソッド
DMAICやDMADV（DFSS）の各フェーズにおいて、以下の主要なツール・メソッドが用いられる。
- 5 Whys
- 統計手法
  - Analysis of variance/分散分析
  - General linear model/一般線形モデル
  - ANOVA Gauge R&R/ゲージR&R
  - Regression analysis/回帰分析
  - Correlation/相関分析
  - Scatter diagram/散布図
  - Chi-squared test/{\displaystyle \chi ^{2}}（カイ二乗検定）
- Axiomatic design/公理的設計
- Business Process Mapping/ビジネスプロセスモデリング、プロセスマッピング
- Check sheet/チェックシート、チェックリスト
- Cause & effects diagram (Fishbone diagram)/散布図 or Ishikawa diagram
- Control chart/Control plan (swimlane map)/Run chart
- Cost-benefit analysis/費用便益分析
- CTQ tree
- DoE/実験計画法
- Stratification/層化抽出法
- Histogram/ヒストグラム
- Pareto analysis(Pareto chart)/パレート図
- Pick chart/Rolled throuhput yield (RTY)
- Quality Function Deployment (QFD)/品質機能展開
- Quantitative marketing research/量的市場調査（マーケティング・リサーチ）
- Enterprise Feedback Management (EFM)/エンタープライズ・フィードバック管理
- Root cause analysis (RCA)/根本原因解析
- SIPOC分析 (Suppliers, Inputs, Process, Outputs, Customers)
- COPIS分析
- Taguchi methods (Taguchi Loss Function)/品質工学（タグチメソッド）
- Value stream mapping/バリューストリーム・マップ

## 東芝の経営変革2001運動（MI運動）
1998年から導入したシックスシグマ手法を用いた経営品質の向上を目的とした運動であり、次の四つの特徴をもっている。
- 顧客第1の思想に基づきVOC（顧客の声）を事業活動の出発点にする。
- トップダウンアプローチで事業全体の最適化を図る。
- 組織を越えたプロジェクト活動を通して成果を達成する。
- 強力な運動推進体制を整備し、グループ全体で展開する。

全体最適から掘り起こされた個々のプロジェクトを定着することによって着実な成果を積み上げていくものであり、東芝はこのシックスシグマ手法を採用したプロジェクト課題の実施にあたり、業績向上施策や業績のビジュアル化と利益向上につながるフォロー体制といった仕組みを独自に構築した。東芝MIはこれらの仕組みと二つの変革手法をMI運動を通して経営変革手法として体系化したものである。